# Кейси, Уильям
Уи́льям Джо́зеф Ке́йси (англ. William Joseph Casey; 13 марта 1913, Нью-Йорк — 6 мая 1987) — тринадцатый Директор Центральной разведки (1981-1987), руководитель избирательной кампании Рейгана. Католик. Член Правительства США в ранге министра (ранее директор Центральной разведки не включался в кабинет), член Совета национальной безопасности. Член Мальтийского ордена. В качестве главы ЦРУ продолжил осуществление операции «Циклон».

## Биография
В 1934 году окончил Фордхэмский университет, получил степень бакалавра точных наук. В 1937 году окончил юридическую школу университета св. Иоанна, получив степень бакалавра юридических наук.
В 1943 году поступил на службу в ВМС США. С этого же года сотрудник европейского отделения Управления стратегических служб (УСС), возглавлял операции УСС на европейском театре военных действий. В 1944—1945 годах — руководитель Отделения секретной разведки УСС на европейском театре военных действий. После войны преподавал налоговое законодательство в Нью-Йоркском университете и в Институте практического законодательства в Нью-Йорке, занимался юридической практикой на Уолл-стрит, основал ряд фирм, стал миллионером. В 1966 году баллотировался в Конгресс от округа Лонг-Айленд, штат Нью-Йорк в качестве кандидата от Республиканской партии (не был избран). В 1968 году участвовал в избирательной кампании президента Никсон. В 1970-х годах стал Председателем Комиссии по ценным бумагам и биржам (SEC), регулирующей инвестиционную индустрию в США. В 1973—1974 годах — заместитель госсекретаря США по экономическим делам. В 1974—1976 годах — президент и председатель Экспортно-импортного банка. В 1976—1977 годах — член Президентского консультативного совета по внешней разведке.
C 20 января 1981 до 29 января 1987 - директор Центральной разведки и глава Центрального разведывательного управления в администрации президента Рейгана).
В 1981—1984 годах, используя собственный самолет — С-141 «Старлифтер», снабженный средствами прямого выхода на президента США, предпринял не менее 35 — 40 заграничных поездок (Пакистан, Саудовская Аравия, Египет и другие страны Ближнего Востока; за шесть лет пятнадцать раз посетил Ватикан). В 1981 году Кейси обратился в комитет конгресса США по надзору за деятельностью спецслужб за дополнительным финансированием операций против сандинистов. Кейси обратился с просьбой о выделении 20 млн долларов на создание во Флориде сети учебных лагерей, где беженцы из Никарагуа будут проходить боевую подготовку для пополнения рядов боевиков против социалистического Никарагуа.
Главными партнерами в борьбе с СССР для Кейси стали руководители спецслужб Египта, ОАЭ, Пакистана, руководитель Службы общей разведки Саудовской Аравии принц Турки аль-Фейсал.
Был одним из главных фигурантов скандала «Иран-контрас». В результате сердечного удара был вынужден уйти в отставку по состоянию здоровья. С 18 декабря 1986 года, после того, как Уильям Кейси тяжело заболел, по 26 мая 1987 год обязанности директора Центральной разведки исполнял Роберт Гейтс. Преемником Кейси на посту директора стал У.Уэбстер.
Кейси — автор книги «Тайная война против Гитлера», а также книг по налогообложению, финансовому планированию и инвестициям, которые были написаны в 1950—1960-е годы.
Умер от рака мозга.

## Цитаты
Кейси принадлежит крылатое выражение: «Задействуй негодяев, если хочешь быстро выполнить работу».